# George Ward (1er vicomte Ward de Witley)
Pour les articles homonymes, voir George Ward et Ward.
George Reginald Ward (20 novembre 1907 - 15 juin 1988), 1er vicomte Ward de Witley, est un homme politique britannique.

## Biographie
Fils de William Ward, il suit ses études à Eton College et à Christ Church (Oxford).
Il sert comme Group Captain de la Royal Air Force durant la Seconde Guerre mondiale.
Il est membre de la Chambre des communes de 1945 à 1960.
Sous Winston Churchill et Anthony Eden, il est Sous-secrétaire d'État de l'air de 1952 à 1955, puis Parliamentary and Financial Secretary to the Admiralty (en) de 1955 à 1957. Il est nommé secrétaire d'État de l'air en janvier 1957 par Harold Macmillan et est admis au Conseil privé en 1957.
Il est fait vicomte Ward de Witley et admis à la Chambre des lords en 1960.
Il épouse en premières noces Anne Diana France Aysham (fille de Boy Capel), puis en secondes noces Barbara Mary Colonsay McNeill (divorcée de Michael Astor).

## Sources
- (en) Cet article est partiellement ou en totalité issu de l’article de Wikipédia en anglais intitulé « George Ward, 1st Viscount Ward of Witley » (voir la liste des auteurs).